# Tell Qaramel
Tell Qaramel (Tel Qaramel, Tel al-Qaramel) – tell, stanowisko archeologiczne w północno-zachodniej Syrii, położone w dolinie rzeki Kuwajk na obszarze tak zwanego Żyznego Półksiężyca.
Pod koniec lat 70. wykopaliska potwierdziły istnienie w Tell Qaramel osad z okresu neolitu przedceramicznego rozrzuconych na obszarze 4 hektarów wokół wzniesienia oraz późniejszych osad, które powstawały tam aż do okresu hellenistycznego. Wiek 50 dotychczas odkrytych kolistych domostw, datowany został metodą węgla C-14 na okres 8650–7350 p.n.e. Na dziedzińcach odkryto pozostałości palenisk, jam zasobowych i śmietniskowych oraz liczne groby jamowe ze zmarłymi pochowanymi w pozycji embrionalnej. Pochówki tylko sporadycznie wyposażone były w ozdoby w postaci kamiennych i kościanych paciorków. W szczytowym okresie rozwoju, osadę mogło zamieszkiwać 1000 osób.

## Polsko-syryjska ekspedycja archeologiczna
W 1998 roku prof. Ryszard Mazurowski przeprowadził badania powierzchniowe na zboczach tellu, w wyniku których zarejestrował między innymi 229 krzemiennych artefaktów datowanych na neolit przedceramiczny. W 1999 roku pod jego kierownictwem rozpoczęła prace ekspedycja polsko-syryjska, działająca w ramach umowy o współpracy między Directorate General for Antiquities and Museums of Syria w Damaszku i Centrum Archeologii Śródziemnomorskiej Uniwersytetu Warszawskiego. Odkryto pozostałości pięciu kolistych wież, budowle te miały średnicę 7,5 m, ściany grubości 1–1,5 m oraz hipotetycznie (wskazuje na to kąt nachylenia ścian) wysokość 8 m. Według odkrywcy mogły to być wieże obronne, ale zapewne pełniły też funkcje religijne i były miejscem spotkań mieszkańców osady. Wieże datowane są węglem C-14 na okres od 10700 do 9650 roku p.n.e., co czyniłoby je starszymi o tysiąc lat od kamiennej wieży w Jerychu, która dotychczas była uważana za najstarszą strukturę w kształcie wieży na świecie. W wykopach usytuowanych obok wież odkryto około 90 domostw mieszkalnych oraz budowli gospodarczych, trzy świątynie, liczne paleniska i jamy gospodarcze. Pod podłogami niektórych domów, a także w jamach pomiędzy domostwami znaleziono 35 pochówków ludzkich oraz kilka zwierzęcych. 
Pomimo odległości 180 km od Morza Śródziemnego badacze odkryli w Tell Qaramel przedstawienie ośmiornicy, muszle morskie i żółwie. Odkryto również samorodek miedzi przerobiony na paciorek, który stanowi najstarszy znany dotychczas archeologom przedmiot z miedzi.